# Рангджунг Йодсел Чхолинг
Рангджунг Йодсел Чхолинг (иначе Монастырь Оесел-Чолинг) — буддийский монастырь школы Ньингма в восточном Бутане. Находится в поселке Рангджунг на левом берегу реки Гамри в гевоге Радхи, примерно в 16 км к востоку от Трашиганга.
Был основан в 1989 году Дунгсе Гараб Дордже Ринпоче с несколькими монахами и монахинями. Основной целью создания монастыря было создания благоприятного прибежища для изучения буддизма в изложении линии «Дуджом Новое Сокровище» (Dudjom New Treasure Lineage), а также проведения различных мероприятий на благо буддийской общины.
В первые годы при постройке монастыря возникли финансовые трудности, поэтому монахи и монахини жили в простых бамбуковых хижинах. В 1993 году Ринчопе привлек к постройке иностранных спонсоров и завершил большую часть монастыря. В настоящее время монастырь стал популярным среди местного населения и число монахов и монахинь стало расти. В связи с чем Ринчопе пришлось контролировать прием монахов и монахинь. Основными проблемами стали нехватка мест в общежитии, нехватка учителей и классных комнат и возросшие материальные затраты.